# Fritz Rau

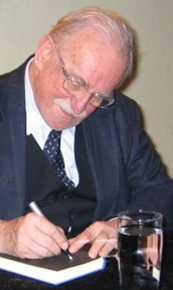
Fritz Rau (2006)

Fritz Rau (* 9. März 1930 in Pforzheim, Republik Baden; † 19. August 2013 in Kronberg im Taunus, Hessen) war ein deutscher Konzert- und Tourneeveranstalter.

## Leben
Fritz Rau wurde als Sohn eines Ittersbacher Schmieds in Pforzheim geboren. Seine Eltern verstarben früh, weshalb er ab 1940 bei Verwandten in Berlin aufgenommen wurde. Später besuchte er das Eichendorff-Gymnasium in Ettlingen, wo er auch Schülersprecher war, und studierte dann, gefördert von der Studienstiftung des deutschen Volkes, Jura an der Ruprecht-Karls-Universität Heidelberg. Er beendete sein Studium mit dem Ersten Staatsexamen (am Oberlandesgericht Karlsruhe) und seine praktische Ausbildung als Gerichtsreferendar in Rheinland-Pfalz mit dem zweiten Staatsexamen beim Justizministerium Rheinland-Pfalz. Er war auch kurz als Rechtsanwalt in einer Kanzlei in Neustadt an der Weinstraße tätig. Bereits im Studium engagierte er sich im Jazz-Club Cave 54 in Heidelberg. Noch als Student heiratete Rau und bekam mit seiner Frau zwei Kinder.
Am 2. Dezember 1955 veranstaltete er sein erstes großes Konzert in der Heidelberger Stadthalle mit Albert Mangelsdorff, das mit 1.400 Besuchern weit über dem üblichen Publikumsinteresse bei deutschen Jazzclubs lag. Der Konzertagent und Jazz-Promoter Horst Lippmann wurde dadurch auf ihn aufmerksam und engagierte ihn als „Kofferträger“ für die Tournee-Reihe Jazz at the Philharmonic des US-amerikanischen Impresarios Norman Granz. Neben seiner Ausbildung übte er weiterhin die Nebentätigkeit als Tourneeleiter aus. So wurde er der verantwortliche Konzertorganisator der Deutschen Jazz Föderation. 1963 bot ihm sein Freund Horst Lippmann eine Zusammenarbeit an und nahm ihn als Partner in seine Konzertagentur auf, die nun „Lippmann + Rau“ genannt wurde. Sie wurde durch die Organisation des American Folk Blues Festivals bekannt, auf denen die bisher nur in Insiderkreisen gefeierten Blues-Größen wie Willie Dixon und Howlin’ Wolf auftraten. Raus Aufgabe als Tourneeleiter bestand auch darin, die Bluesmusiker von hartem Alkohol fernzuhalten. Einigen Fans, die Whiskey einschmuggelten, erteilte er Hausverbot – Mick Jagger und Keith Richards, kurz bevor sie die Rolling Stones gründeten, sowie Robert Plant. Aus dem mit dem Festival geförderten Blues-Boom gingen in England Rockgruppen wie die Rolling Stones, The Yardbirds, Cream und viele andere hervor; die Tourneen der Rolling Stones wurden ab 1970 von Rau organisiert, der sich auch mit Jagger befreundete. Rau entwickelte neue Konzertformate und veranstaltete die ersten Open-Air-Rockkonzerte in Deutschland.
Gemeinsam mit Horst Lippmann hat Fritz Rau auch die Plattenlabels Scout und L+R (Lippmann + Rau) gegründet und betrieben. 1989 fusionierte „Lippmann + Rau“ mit der Agentur „Mama Concerts“ von Marcel Avram zu „Mama Concerts und Rau“. 1998 folgte die Ausgründung zur „Fritz Rau GmbH“. Seit 2001 arbeitete Rau als unabhängiger Produzent und Tourneeorganisator.
Rau arbeitete mit zahlreichen Musikgrößen der Popkultur zusammen, darunter den Rolling Stones, Jimi Hendrix, Led Zeppelin, Joan Baez, Peter Maffay, Scorpions, Tina Turner, Michael Jackson, Charles Aznavour, Bob Dylan, Marlene Dietrich, Ella Fitzgerald, The Doors, The Les Humphries Singers, Miles Davis, Frank Zappa, Rory Gallagher, The Who, David Bowie, Freddie Mercury und Queen, Janis Joplin, Udo Lindenberg, Udo Jürgens, Gitte Hænning, Nana Mouskouri, Madonna, Prince, Eric Clapton, Rod Stewart, Simon & Garfunkel, Harry Belafonte, ABBA, Ton Steine Scherben bis hin zu Albert Mangelsdorff. Außerdem war er bis 2005 langjähriger Organisator von Jethro Tull und mit deren Bandleader Ian Anderson eng befreundet. Waren es anfänglich noch überwiegend Musiker der Jazz- und Bluesmusik, deren Tourneen er organisierte, verlagerte er mit dem Aufkommen der Hippie-Bewegung ähnlich wie der Musikproduzent Ertegün sein Interesse auf die Rock- und Popmusik. Raus tatkräftige, aufbrausende Art brachte ihm den Spitznamen „Ayatollah Choleri“ ein. Seine juristische Ausbildung war ihm bei geschäftlichen Konflikten ein hilfreiches Mittel, seine Interessen durchzusetzen.
1983 unterstützte Rau, bewegt durch Petra Kelly, die junge Partei Die Grünen in ihrem Bundestagswahlkampf, indem er die Grüne Raupe organisierte. Hierbei handelte es sich um politische Veranstaltungen, bei denen grüne Redner Ansprachen hielten und Bands, die der Friedensbewegung nahestanden, unentgeltlich für den musikalischen Rahmen sorgten.
Einen Tag nach der Bundestagswahl 1983 trat Fritz Rau aus der Grünen-Partei aus. Der Konzertveranstalter vertrat später die Ansicht, dass „es nicht Aufgabe von Künstlern sein kann, ihre Popularität und ihr Können als sachfremdes Argument in den Wahlkampf einzubringen.“
Als Madonna 1987 auf Europatournee ging und ihren einzigen Deutschlandauftritt im Frankfurter Waldstadion absolvierte, bot Rau als Veranstalter in gemeinsamer Planung mit der Deutschen Bundesbahn 20 Sonderzüge mit je 1000 Fahrplätzen an, die aus der ganzen Bundesrepublik zum Konzertort hin- und zurückfuhren. Diese Aktion lief unter dem Namen „Rock’n’Rail“, die Bahn schaltete dazu im Vorverkauf bundesweit eine ganzseitige Werbeanzeige in der Bild-Zeitung. Der Bahnhof Sportfeld in Frankfurt wurde vorübergehend in „Bahnhof Madonna“ umbenannt. Während der Fahrt wurde in jedem Zug unter den Mitreisenden eine „Miss Madonna“-Wahl abgehalten.
Fritz Rau förderte deutschsprachige Rockmusiker wie Udo Lindenberg oder Peter Maffay. Einer weiteren kommerziell erfolgreichen wie umstrittenen Rockgruppe mit deutschen Texten, den Böhsen Onkelz, verweigerte er jedoch die Zusammenarbeit. „Ich habe keine Lust, eine Tournee mit den Böhsen Onkelz durchzuführen, weil ich nicht der Meinung bin, dass sich die Böhsen Onkelz von ihrer Vergangenheit, die äußerst bedenklich ist, seit den früheren Platten vor acht bis zehn Jahren distanziert haben“, erklärte Fritz Rau in der Fernsehsendung ARD-Kulturreport am 31. Januar 1993.
In seiner 2005 erschienenen Biographie 50 Jahre Backstage – Erinnerungen eines Konzertveranstalters zog er auf humorvolle Weise die Bilanz eines reichen und erfüllten Lebens. Das Buch ist seiner verstorbenen Frau Hildegard und seinem langjährigen Partner Horst Lippmann gewidmet.
Rau trat als Gastdozent an Musikhochschulen und Universitäten auf. Ab dem Sommersemester 2007 lehrte er als Honorarprofessor an der Hochschule für Musik und Darstellende Kunst Frankfurt am Main. Er lebte in einer Seniorenresidenz in Kronberg im Taunus. Die Lippmann+Rau-Stiftung bewahrt mit dem Lippmann+Rau-Musikarchiv in Eisenach das Andenken an zwei verdiente Promoter.
Anlässlich des 50-jährigen Jubiläums sowohl der American Folk Blues Festivals als auch der Rolling Stones im Jahr 2012 trat Rau zusammen mit dem Musiker Biber Herrmann mit einem aus Vortrag und Livemusik bestehenden Programm auf, das Anfang 2013 unter dem Titel Ein Plädoyer für den Blues auf einer Doppel-CD erschien. 2012 wurde er zudem zusammen mit Horst Lippmann in die Blues Hall of Fame aufgenommen.
Rau litt an Diabetes. Ein Herzinfarkt 1994 veranlasste ihn dazu, sich einer Bypass-Operation zu unterziehen. Seit einem Schlaganfall 1999 litt er an einem eingeschränkten Sehvermögen.
Zu dem Jazz-Pianisten Oscar Peterson pflegte Fritz Rau eine Freundschaft, weshalb Rau seinen 1958 geborenen Sohn Andreas Oscar nannte; zugleich war Peterson der Pate von Raus Sohn.
In dem Kriminalfilm Panische Zeiten von 1980 spielt Fritz Rau sich selbst in einer Nebenrolle, dessen Rockmusiker Udo Lindenberg, der in dem Film eine doppelte Hauptrolle verkörpert, das Opfer einer Entführung durch Geheimagenten wird.

## Zitate zu Fritz Rau
- „Er ist wie ein Vater für mich.“[6] (Udo Lindenberg)
- „He is everybody’s Papa.“[11] (Al Jarreau)
- „Fritz ist eine der legendären Figuren des deutschen Showbusiness. Ohne ihn hätte es diese großen Hallenkonzerttourneen mit vielen Künstlern nicht gegeben“[12] (Udo Jürgens)
- „You are the godfather of us all. Rock’n’Rau Forever!“[3] (Mick Jagger)
- „Er schläft nie. Er überlebt bei Bier, Schnitzeln und Gugelhupf.“[6] (Joan Baez)
- „Fritz ist absolut raumfüllend. Fritz hat eine spontane herzliche Seite. Ich habe Fritz auch lautstark erlebt. Wenn er sich durchsetzen wollte, dann hat man ihn total wahrgenommen. Nicht nur argumentativ. Auch physisch. Wenn Fritz gegen eine Wand lief, dann wackelte die.“[13] (Peter Maffay)
- „Fritz Rau sagt: ‚An Spargel / Sollten sich nur Leute laben / Die einen Haufen Geld / Auf einem Nummernkonto haben!‘“ (Zitat aus dem Liedtext des Musikstücks Shall we take Ourselves Seriously? von Frank Zappa).[14]

## Mitgliedschaften
- Deutsche Jazz Föderation
- Ehrenmitglied des Verbandes der Deutschen Konzertdirektionen
- Mitglied des Stiftungsbeirats der Tabaluga-Stiftung unter der Schirmherrschaft von Peter Maffay
- Ehrenmitglied des Deutschen Designer Clubs DDC
- Ehrenmitglied der Creative Sounds Kronberg
- Mitglied des Stiftungskuratoriums der Entrée Musikstiftung von Jean-Jacques Kravetz
- SPD
- Gründungspräsident des Live-Entertainment-Award (LEA), 2006
- Blues Hall Of Fame der Blues Foundation (mit Lippmann+Rau), 2012

## Auszeichnungen
- 1995: Echo für die Co-Produktion von „Tabaluga“
- 1998: Hessischer Verdienstorden
- 2001: Echo für sein Lebenswerk
- 2002: Großes Verdienstkreuz des Verdienstordens der Bundesrepublik Deutschland
- 2002: Ehrenmitgliedschaft des Deutschen Design Clubs für sein Lebenswerk
- 2003: SWR1 Blues Preis
- 2007: Live-Entertainment-Award (LEA) für sein Lebenswerk
- 2010: Peter-Cornelius-Plakette
- 2012: Blues Hall of Fame (zusammen mit Horst Lippmann)

## Schriften
- 50 Jahre Backstage. Erinnerungen eines Konzertveranstalters. Vorwort von Udo Lindenberg. Palmyra, Heidelberg 2005, ISBN 3-930378-65-5
- Konzerte und Festivals (Pop, Rock, Jazz). In: Hermann Rauhe, Christine Demmer (Hrsg.): Kulturmanagement. Theorie und Praxis einer professionellen Kunst. De Gruyter, Berlin/New York 1997, S. 243–253.
- Konzertmanagement in der Unterhaltungsmusik. In: Die Neue Gesellschaft. Band 32, 1985, S. 894–899.
- Ich brauche kein Roulette, ich habe meine Konzerte. In: Albert Hoehner: Der alltägliche Wahnsinn des Rock’n’Roll. Fischer Taschenbuch Verlag, Frankfurt am Main 1988, S. 57–77.